# صورة الأمريكيين الأفارقة في هوليوود
أثار وجود الأميركيين الأفارقة في أدوار رئيسية في الأفلام المتحركة جدلاً منذ أن لعبت هاتي مكدانيل دور مامي، خادمة المنزل، في فيلم ذهب مع الريح . «خلال القرن 20، صور من الأمريكيين من أصل أفريقي في الإعلان اقتصرت أساسا للموظفين مثل مامي العمة جميما.»  عادة ما تندرج الأدوار التي عرضت على المجتمع الأمريكي الأفريقي عادة في ثلاثة مواضيع: حكاية خرق الثروات، أو حياة الاجرام، أو الفصل العنصري. يقول العديد من الباحثين بأن تصوير وسائل الإعلام للأقليات يميل إلى عكس مواقف البيض تجاه الأقليات، وبالتالي يكشفون عن البيض أنفسهم أكثر من تجارب الأقليات المتنوعة والمعيشية. إنتاج الأفلام هي طريقة تؤدي إلى فرض منظور ورأي فردي (في هذه الحالة الشعوب البيضاء) للسيطرة على وسائل الإعلام الرئيسية.
ريتشارد داير في ابيض: مقالات عن العرق والثقافة ، يذكر أن: الأبحاث تظهر مرارًا وتكرارًا أنه في التمثيل الغربي، يغلب على البيض بشكل ساحق وغير متناسب، الأدوار المركزية والمفصلة، وقبل كل شيء يتم وضعهم كقاعدة، كعادية، كمعيار. لقد أصبح هذا التمثيل معيارًا فيما يتعلق بافلام هوليوود، والذي خلق بدوره معضلات إشكالية تخلق أفكارًا سردية لتمثيل العرق في الإيديولوجيات والقوالب النمطية والعنصرية والقمع والتمثيل وأفكار الآخر. يذكر داير أيضًا أن: العرق لا يُنسب فقط إلى الأشخاص الذين ليسوا من البيض، كما أن صور الأشخاص غير البيض هي الصور العرقية الوحيدة.
يمكن لعناصر الفيلم مثل البنية السردية وزوايا الكاميرا والحوار تصوير العنصرية كموضوع أساسي، خاصة في إعلان القوة والسلطة التي يجندها الأشخاص البيض. مكانها في سينما هوليوود ينسق افتقارها للوعي خاصة عندما تهيمن على صناعة السينما في هوليوود باستمرار شخصيات من السيطرة الهائلة التي عادة ما تكون بيضاء كما هو مقترح أعلاه. الوعي الذاتي القومي، الذي يُنظر إليه عمومًا كشرط مسبق للأمة - أي الاعتقاد المشترك للأفراد اليائسين بأنهم يشتركون في الأصول المشتركة والمكانة والموقع والتطلعات أصبح مرتبطًا على نطاق واسع بالخيال السينمائي.
مع الوعي الكامل مع ذلك مع عدم وجود تمثيل معترف به، فإنه يسلط الضوء على المعركة بين المثل غير المدهشة التي لا تساوي أي دقة عرقية. تنشأ الحساسية حول الصور النمطية والتشوهات إلى حد كبير عند ذلك، من ضعف المجموعات المهمشة تاريخياً للسيطرة على تمثيلها. لذلك، فإن غياب التحكم في تصوير الثقافات، وخاصة الأشخاص الملونين، يستدعي الحاجة إلى المزيد من الأصوات العرقية داخل هوليوود للتحدث نيابة عن ثقافتهم. علاوة على ذلك، من حيث أن نظام هوليود يفضل الأفلام الضخمة ذات الميزانية الكبيرة، فهو ليس فقط كلاسيكيًا ولكن أيضًا متمركزًا في أوروبا، في الواقع إن لم يكن في نية صريحة؛ لكي تكون لاعبًا في هذه اللعبة، تحتاج إلى القوة الاقتصادية.
ترتبط المنظورات أو ربما نقصها في جميع أنحاء هوليوود وتمثيل السود إلى أوقات مؤرخة من الاستعمار ووجهات النظر ما بعد الاستعمارية داخل السينما. أنشأ الأوروبيون تجمعاً للاستعمار وثقافته التي فرضت وعياً بالامتياز والصعود على السلالات الأقل دون قانون  ، مما أدى إلى خلق وصمة عار لهم مقابلها من خلال التفكير الأوروبي. يستكشف شحات وستام أفكارًا للعنصرية في عدم التفكير في المركزية الأوروبية، ويذكران أن العنصرية لا تسير بدون جهد ولا مبالاة طوال الوقت، حيث يشير التاريخ إلى العنصرية على أنها «موضعية وعلائقية وتعني أن مجموعات متنوعة احتلت الفتحة الوظيفية للمظلومين». لا يزال هذا هو الواقع في هوليوود حيث أن «العنصرية هي قبل كل شيء علاقة اجتماعية - التسلسل الهرمي المنهجي الذي يتم السعي إليه بشكل ثابت... راسخ في الهياكل المادية ومضمن في التكوينات التاريخية للسلطة». تاريخيا، كما ذكر شحات وستام، يربطون العلاقة بين العنصرية وأنه نتيجة الاستعمار. ومع ذلك، على الرغم من أنها ليست مرتبطة بشكل نهائي، نظرًا لماضيها الاستعماري، فهي سمة دائمة للعنصرية.
حتى في أفلام اليوم، غالبًا ما تقع أدوار فنان أمريكي من أصل أفريقي تحت أدوار التلبيس المماثلة، كان أكبر فيلم مع عملاء أمريكيين من أصل أفريقي في عام 2011 هو The Help . في حفل توزيع جوائز الأوسكار لعام 2012، تم ترشيح المساعدة لعدة فئات: أفضل أداء من قبل ممثلة في دور داعم كما تم ترشيح أوكتافيا سبنسر للفئة نفسها وكانت جيسيكا تشاستين، وأفضل أداء من قبل ممثلة في دور قيادي فيولا ديفيس، وأفضل صورة متحركة من السنة. خرج الفيلم بفوز واحد لأفضل ممثلة مساعدة أوكتافيا سبنسر، تاركا فيولا ديفيس تخسر أمام ميريل ستريب، المرشحة 20 مرة والفائزة ثلاث مرات. كانت أوكتافيا سبنسر الأمريكية الأمريكية الوحيدة التي فازت بجائزة في تلك الليلة.
كتبت صحيفة نيويورك تايمز : «نادراً ما كان العرق في السينما الأمريكية مسألة تقدم بسيط خطوة بخطوة. فقد سار في كثير من الأحيان في نوبات وبدايات، مع ظهور ردة فعل في أعقاب الاختراقات، وتبع ذلك فترات من الجدل الحاد بصمت غير مريح». 

## هوليوود القديمة
بسبب التمييز العنصري في القرن التاسع عشر وأوائل القرن العشرين، كانت هوليوود تميل إلى تجنب استخدام الممثلين / الممثلة الأمريكية الأفريقية. في القرن التاسع عشر، أصبحت الوجه الاسود شكلاً شائعًا من أشكال الترفيه. تسمح الوجه الاسود لهوليوود باستخدام شخصيات مختلفة دون الحاجة إلى توظيف أي شخص له لون بشرة داكن. جعل الممثل Al Jolson الواجهة السوداء شائعة مع شخصيات مثل Amos 'n' Andy و Jakie Rabinowitz. في عام 1930، مات جنون الواجهة السوداء بسبب دلالاته بالتعصب والعنصرية.
في عام 1951 عندما تم تقديم آموس ن آندي إلى التلفزيون، كان كلارنس ميوز «من نصيب الكوميديا الشعبية. وقال إنه على الرغم من الرسوم الكاريكاتورية المهينة، فقد نقل البرنامج على الأقل الفنانين الأمريكيين من أصل أفريقي إلى مركز الصدارة». ثم نشر «كتيبًا بعنوان» معضلة الممثل الزنجي. وفيه، أبدى ملاحظة واضحة مفادها أن فناني الأداء الأميركيين الأفارقة وقعوا في فخ. وكتب: «هناك جمهوران في أمريكا يواجهانهما، الجمهور الأبيض برغبة أكيدة في الهذيان والأغنية، والجمهور الزنجي الذين لديهم رغبة في رؤية العناصر الحقيقية للحياة الزنجية مصورة». وقال: «على الرغم من الرسوم الكاريكاتورية المهينة، نقل البرنامج على الأقل الفنانين الأمريكيين من أصل أفريقي إلى مركز الصدارة».
اتبعت الأدوار الممنوحة للجهات الفاعلة الأمريكية الأفريقية القوالب النمطية القديمة. كان هناك توم الذي كان يخدم الناس البيض، والكون الذي تصرف بشكل أبله (مثل مهرج أو ساذج)، ثم كان هناك «Tragic Mulatto» الذي حاول «التمرير لكونه أبيض»، مامي الذي كان ينظر إليها على أنها لاجنسية، وساعدت في تربية الصغار، وساعدت العائلات، والباك الذي كان غالبًا ذكرًا كان يعاني من فرط الجنس وينظر إليه على أنه تهديد.
على الرغم من أن الأدوار كانت مهينة للمجتمعات ذات درجات لون البشرة الداكنة، إلا أن بعض الممثلين والممثلات كانوا يائسين للغاية لتمثيل مجتمعاتهم أو لتغيير طرق هوليوود التي عرفوا أن أي جزء هو جزء. سيفعل فنانون مثل سيدني بواتييه وهاتي مكدانيل كل ما عليهم فعله من أجل تمهيد الطريق أمام الممثلات والممثلات الأمريكيات من أصل أفريقي.

## هوليوود الجديدة
الممثلات والممثلون الأميركيون من أصل أفريقي أكثر شيوعًا على الشاشة الكبيرة، لكنهم ما زالوا نادرًا في الأفلام الضخمة، «مع المخاطر العالية، يخشى العديد من المديرين التنفيذيين في الاستوديو من أن الأفلام التي تركز على الموضوعات الأمريكية الأفريقية قد تكون ضيقة للغاية في جاذبيتها لتبرير الاستثمار. ومع ذلك، أبدت هوليوود اهتمامًا في السنوات الأخيرة بالاعتماد بشكل أكبر على الممثلين والمواضيع الأمريكية الأفريقية». يشرح المسؤولون التنفيذيون في الاستوديو عدم وجود الأميركيين الأفارقة في دعم أو تمثيل الأدوار بالقول «4 فقط من أصل 10 أفلام تحقق ربحًا، وفقًا لجمعية منتجي الأفلام والتلفزيون. ولكن نظرًا لأن الصور التي تحتوي على جميع قوالب الصب الأسود تقريبًا تظهر بشكل غير منتظم، فإنها تميل إلى البروز أكثر عندما تفشل».
كانت جوائز الأوسكار آنذاك والآن 2014 نقطة تحول للأفلام الأمريكية الأفريقية، حيث أخذ فيلم 12 Years a Slave جائزة الأوسكار لأفضل فيلم. في عام 2013، تم إصدار خمسة أفلام أميركية أفريقية (12 Years a Slave و Fruitvale Station و Lee Daniels 'The Butler و Best Man Holiday و Mandela: Long Walk to Freedom). كان لإصدار مثل هذه الأفلام تأثير أوسع على صناعة الأفلام حيث زاد حضور الأمريكيين من أصل أفريقي بنسبة 13٪ مقارنة بعام 2012.
يعتقد البعض حقًا أن هوليوود قد تغيرت مع المخرجين مثل سبايك لي وتايلر بيري الذين قاموا بإخراج جميع الأفلام الأمريكية الأفريقية، والذين أصبحوا مثل هذه الأسماء المنزلية يمهدون الطريق لبقية المجتمع الأمريكي الأفريقي. على الرغم من أن كلا المخرجين لديهما طرق مختلفة بشكل كبير لتصوير الجالية الأمريكية الأفريقية، يبدو أن شعبية كلا المخرجين تدل للبعض على أن التوتر العنصري في هوليوود قد انتهى. إضافة إلى الحركة، قدمت ديزني أول أميرة أمريكية أفريقية، تيانا، في عام 2009. شعر الناس أن «حاجز اللون ينهار في هوليوود». ربما ما زال غالبية الناس يرون الخط الرفيع بين موقف هوليوود «الجديد» تجاه العرق وموقفهم «القديم» تجاه العرق. «إن توطيد الوجود الأسود في الأفلام والتلفزيون لم يشر إلى وصول هوليود ما بعد العرق أكثر من انتخاب باراك أوباما في عام 2008 الذي أدى إلى نهاية الدراما العرقية الأمريكية التي تعود إلى 400 عام.» 
بعضهم تكهن بأن نقص الانتصارات العرقية في أرقى جوائز هوليوود يرجع إلى أن معظم الناخبين هم من الرجال البيض الأكبر سنا. يبدو كما لو ما لم يكن الممثلون والممثلون الأميركيون من أصل أفريقي على استعداد للانحناء لضغوط هوليوود فلن تعترف بهم الأكاديمية. "رفض سيدني بواتييه في الأصل دور Porgy في فيلم عام 1959 (واصفا إياه بأنه" ليس مادة مكملة للأشخاص السود ")، ولكن في النهاية استسلم لضغوط هوليوود. بعد سنوات، تلقى بواتييه جائزة الأوسكار 2010 الفخرية للمساعدة في "تفكيك خط اللون في الفيلم".
في عام 1988 أثناء عرض إيدي مورفي (الذي تم ترشيحه في عام 2007) لفئة أفضل صورة، ألقى مورفي خطابًا مرتجلًا حول شعوره بأن جوائز الأوسكار كانت عنصرية، مشيرًا إلى أن ثلاثة أشخاص فقط من السود قد فازوا بالجائزة. هناك العديد من التكهنات حول لماذا خسر إدي مورفي الجائزة في عام 2007 إلى آلان أركين، أحدها أن مورفي جعل تمثال نصفي نوربيت . الآخرين   تكهن بأن ذلك يرجع إلى تعليقات مورفي من عام 1988. "الشيء المثير للقلق هو أن الممثلين اثنين فقط في مسابقة الأوسكار لهذا العام يتم تمثيلهم كخادمات منازل، وربما لم يعثروا على أدوار لحمية، وبطولة في أفلام أخرى لو أنهم مروا على" المساعدة ". هذا يعيد إلى الأذهان أول فائزة بجائزة أوسكار سوداء، هاتي مكدانيل، التي حصلت على الجائزة في عام 1940 لتصويرها للخادمة الموالية في "ذهب مع الريح". "عندما تعرضت لانتقادات بسبب دور مامي في الفيلم، قالت السيدة ماكدانييل بشكل مشهور إنها تفضل أن تلعب خادمة في الأفلام بدلاً من أن تكون واحدة."  
في مقال عام 2016  بعنوان «ما مدى انحراف الأوسكار عرقياً؟»، ألقت مجلة ذي إيكونوميست نظرة على القضية اعتبارًا من القرن الحادي والعشرين، ووجدت أنه فيما يتعلق بالجهات الفاعلة، «... كان عدد الممثلين السود الذين فازوا بجوائز الأوسكار في هذا القرن يتماشى إلى حد كبير مع حجم أمريكا. إجمالي السكان السود. لكن هذا لا يعني أن هوليوود ليس لديها مشاكل في التحيز. وكما تظهر البيانات، فمن الواضح أنها». يشير المقال إلى انخفاض عدد الأعضاء الأمريكيين من أصل أفريقي في أكاديمية فنون وعلوم الصور المتحركة والتمثيل الناقص في المستويات الدنيا: «لا يحدث التبييض وراء الأبواب المغلقة للأكاديمية، ولكن في مدارس الدراما (كما هو موضح في عضوية SAG) وصب المكاتب». يسلط المقال الضوء أيضًا على مشكلة ذات صلة: أنه في حين أن الممثلين السود ربما حصلوا على المزيد من الاعتراف في جوائز الأوسكار اعتبارًا من العقد الأول من القرن الحادي والعشرين، إلا أن الأقليات الأخرى لا تزال ممثلة تمثيلًا ناقصًا.

## الفائزون السود بجوائز الاوسكار
منذ حفل توزيع الجوائز الأول في عام 1929 وبعد منح أكثر من 3000 جائزة، فاز 43 أمريكيًا من أصل أفريقي بجوائز الأوسكار:
- هاتي مكدانيل (1939)
- سيدني بواتييه (1963)
- إسحاق هايز (1971)
- لويس جوسيت جونيور (1982)
- إيرين كارا (1983)
- أمير (1984)
- ستيفي ووندر (1984)
- ليونيل ريتشي (1985)
- هيربي هانكوك (1986)
- ويلي دي بيرتون (1988 و 2006)
- دينزل واشنطن (1989 و 2001)
- راسل ويليامز (1989 و 1990)
- ووبي غولدبرغ (1990)
- كوبا جودينج جونيور (1996)
- هالي بيري (2001)
- جيمي فوكس (2004)
- مورجان فريمان (2004)
- فريزر بوي / جوسي جي / دي جي بول (2005)
- فورست ويتاكر (2006)
- جنيفر هدسون (2006)
- جيفري فليتشر (2009)
- مونيك (2009)
- روجر روس ويليامز (2009)
- اوكتافيا سبنسر (2011)
- تي جيه مارتن (2012)
- اوكتافيا سبنسر (2012)
- جون ريدلي (2013)
- لوبيتا نيونغو (2013)
- ستيف ماكوين (2013)
- مشترك / جون ليجند (2014)
- باري جينكينز / تاريل ألفين مكراني (2016)
- عزرا إيدلمان (2016)
- ماهرشالا علي (2016 و 2019)
- فيولا ديفيس (2016)
- جوردان بيل (2017)
- كوبي براينت (2017)
- كيفين ويلموت / سبايك لي (2018)
- هانا بيتلر (2018)
- بيتر رمزي (2018)
- ريجينا كينج (2018)
- روث إي كارتر (2018)
- ماثيو أ. شيري / كارين روبرت توليفر (2019)